# Klippa, du som brast för mig

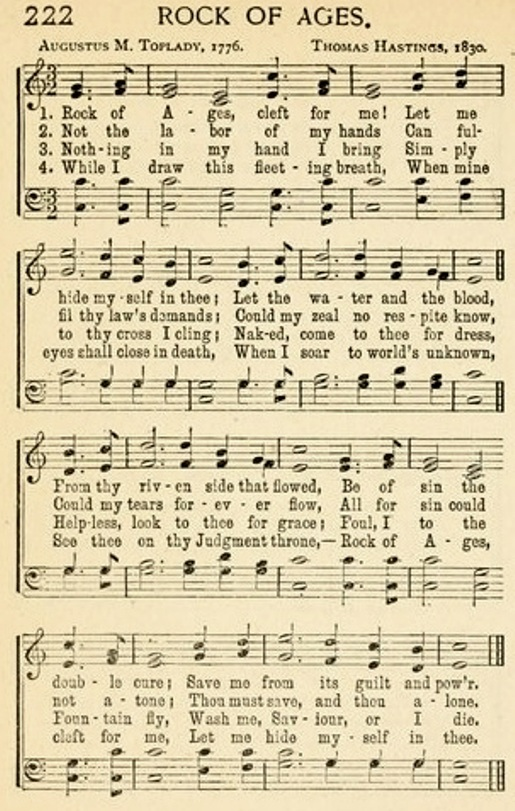
Noter med engelsk text.

Klippa, du som brast för mig är en bönepsalm skriven av Augustus Montague Toplady 1776, "Rock of ages, cleft for me", som finns i The English Hymnal with Tunes. Översatt av Betty Ehrenborg 1856. Hennes översättning bearbetades något för 1937 års psalmbok. Psalmen blev ytterligare bearbetad av Britt G. Hallqvist inför 1986 års psalmbok. 
Enligt obekräftade uppgifter fick Toplady idén till psalmen när han tog skydd för en storm under en utskjutande klippa. Han skall ha skrivit ned texten på ett spelkort. 
Psalmen förekommer som filmmusik i Tänk, om jag gifter mig med prästen från 1941.

## Tonsättningar
- Psalmen är tonsatt 1830 av Thomas Hastings.
- I Frälsningsarmén används ibland en melodi kallad "Tyndal" (Samma som till nr 477a i FA:s sångbok, Vänd ditt ansikte till mig) uppkallad efter Svea Tyndal.
- I Frälsningsarméns sångbok 1968 finns även en melodi av Jean Jacques Rousseau (samma som till nr 585 i Psalmer och Sånger 1987,  Hör hur sabbatsklockan ljuder).

## Publicerad i
- Stockholms söndagsskolförenings sångbok 1882 som nr 22 under rubriken "Passionssånger".
- Herde-Rösten 1892 som nr 192 under rubriken "Bön" i en bearbetad version.
- Nya Pilgrimssånger 1892, som nr 61 under rubriken "Kristi död".
- Hemlandssånger 1891, som nr 65 under rubriken "Högtiderna".
- Musik till Frälsningsarméns sångbok 1907 som nr 76 (musik av Rousseau)
- Svensk söndagsskolsångbok 1908 som nr 66 under rubriken "Frälsningen i Kristus"
- Lilla Psalmisten 1909 som nr 78 under rubriken "Frälsningen".
- Svenska Missionsförbundets sångbok 1920 som nr 227 under rubriken "Omvändelse och nyfödelse".
- Fridstoner 1926 nr 84 under rubriken "Frälsnings- och helgelsesånger".
- Kyrklig sång 1928 nr 142 till Hastings melodi.
- Frälsningsarméns sångbok 1929 som nr 300 under rubriken "Jubel, erfarenhet och vittnesbörd"
- Segertoner 1930 som nr 109
- Sionstoner 1935 som nr 124 under rubriken "Frälsningens grund i Guds kärlek och förverkligande genom Kristus".
- Guds lov 1935 som nr 78 under rubriken "Passionssånger".
- 1937 års psalmbok som nr 302 under rubriken "Tro, förlåtelse, barnaskap".
- Sions Sånger 1951 nr 115.
- Segertoner 1960 som nr 109
- Kristus vandrar bland oss än 1965 som nr 27.
- Sång och spel häfte nr 1, 1968 som nr 38 (musik av Tyndal)
- Frälsningsarméns sångbok 1968 som nr 60a  (musik av Hastings)
- Frälsningsarméns sångbok 1968 som nr 60b  (musik av Rousseau)
- Sång och spel häfte nr 3, 1975 som nr 304 (musik av Tyndal, arrangerad av Rune Frödén)
- 1986 års psalmbok som nr 230 under rubriken "Skuld - förlåtelse". Musik av Hastings
- Lova Herren 1988 som nr 580 under rubriken "Guds barn i bön och efterföljelse".
- Sions Sånger 1981 som nummer 104 under rubriken "Guds nåd i Kristus".
- Sångboken 1998 som nr 70
- Svensk psalmbok för den evangelisk-lutherska kyrkan i Finland (1986) som nr 269 under rubriken "Guds nåd i Kristus"

## Inspelningar
- Svenska folkets psalmer CD-skiva med Ulf Christiansson